# Parectopa heptametra
Parectopa heptametra là một loài bướm đêm thuộc họ Gracillariidae. Loài này có ở Colombia.